# Gare de Ronglan
La gare de Ronglan  est une gare ferroviaire de la Nordlandsbanen de la commune de Levanger dans le comté et région de Trøndelag.

## Situation ferroviaire
Établie à 61.64 m d'altitude, la gare se situe à 69.65 km de Trondheim.

## Histoire
La gare fut mise en service en 1902.

## Service des voyageurs

### Accueil
Il y a un parking d'une quinzaine de places. Il n'y a pas de salle d'attente mais une aubette sur le quai. 
La gare n'a ni guichet ni automates.

### Desserte
La gare est un desservie par la ligne locale (appelée  Trønderbanen) en direction de Lerkendal. 

### Intermodalités
Une station de bus et de taxi se situe à l'entrée de la gare.

## Ligne du Nordland
| Origine   | Arrêt précédent | Train | Train         | Train | Arrêt suivant | Destination |
| --------- | --------------- | ----- | ------------- | ----- | ------------- | ----------- |
| Trondheim | Åsen            |       | [Non indiqué] |       | Skogn         | Bodø        |